# Handebol nos Jogos Olímpicos de Verão de 2012
As competições de handebol nos Jogos Olímpicos de Verão de 2012 ocorreram entre 28 de julho e 12 de agosto. A fase de grupos e quartas de final foram disputadas na Copper Box e as semifinais e finais na Basketball Arena, em Londres, Reino Unido.

## Calendário
| Julho/Agosto | 25 | 26 | 27 | 28 | 29 | 30 | 31 | 1 | 2 | 3 | 4 | 5 | 6 | 7 | 8 | 9 | 10 | 11 | 12 |
| ------------ | -- | -- | -- | -- | -- | -- | -- | - | - | - | - | - | - | - | - | - | -- | -- | -- |
| Handebol     |    |    |    |    |    |    |    |   |   |   |   |   |   |   |   |   |    | 1  | 1  |

|  | Dia de competição |  | Dia de final |

## Eventos

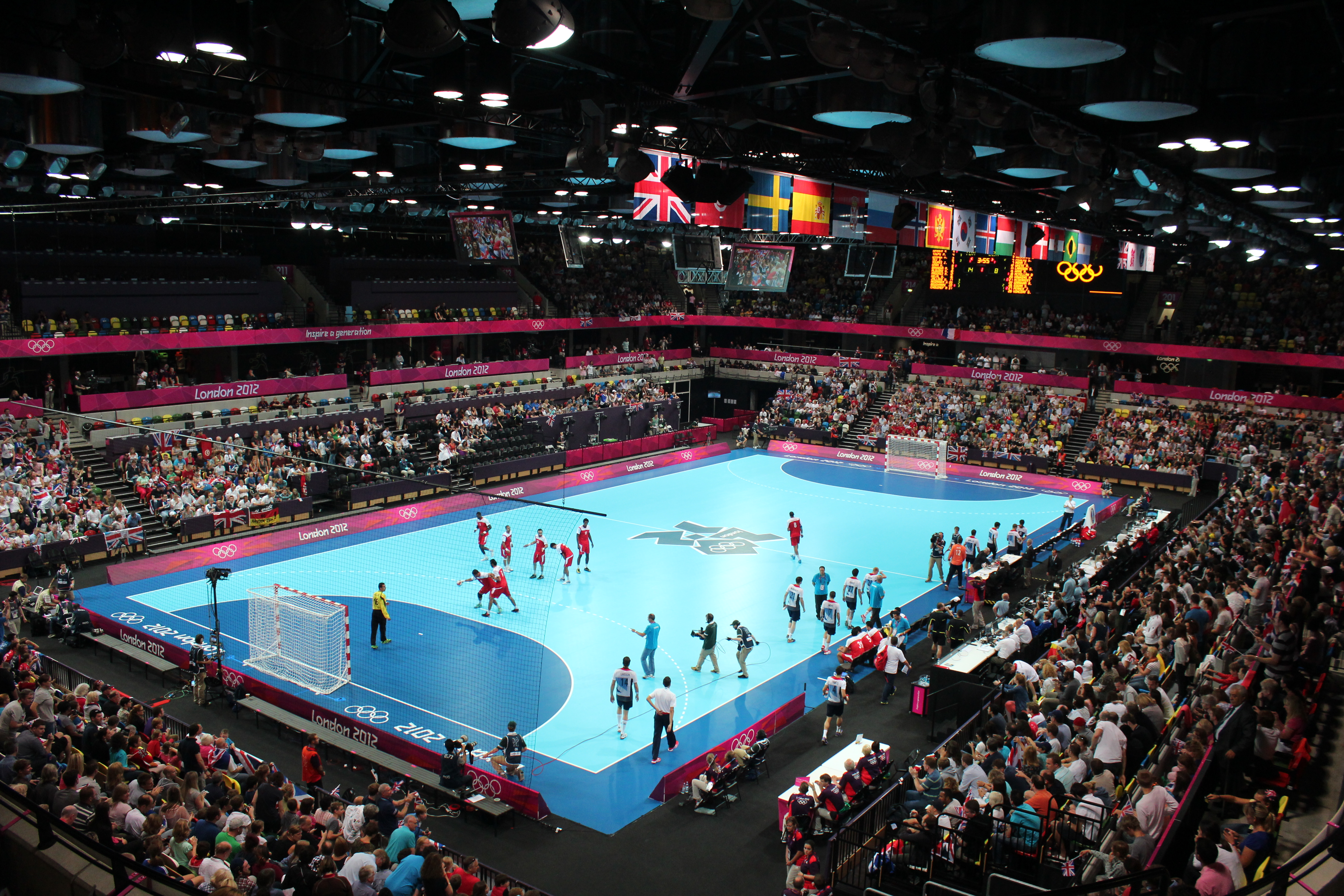
A Copper Box sediou as partidas iniciais dos torneios de handebol.

Ao todo, os eventos de handebol distribuíram seis medalhas, três por evento:
- Torneio masculino (12 equipes)
- Torneio feminino (12 equipes)

## Qualificação
Para as competições de handebol, o Comitê Olímpico Internacional permite a inscrição de 1 (um) Comitê Olímpico Nacional (CON) no masculino e 1 no feminino classificados através de torneios qualificatórios previamente definidos pelas federações de handebol.
Masculino
| Torneio                          | Data                                  | Sede          | Vagas | Classificados      |
| -------------------------------- | ------------------------------------- | ------------- | ----- | ------------------ |
| País-sede                        | –                                     | –             | 1     | Grã-Bretanha       |
| Campeonato Mundial de 2011       | 13–30 de janeiro de 2011              | Suécia        | 1     | França             |
| Jogos Pan-Americanos de 2011     | 16–30 de outubro de 2011              | México        | 1     | Argentina          |
| Copa das Nações Africanas 2012   | 10–21 de janeiro de 2012              | Marrocos      | 1     | Tunísia            |
| Campeonato Europeu de 2012       | 15–29 de janeiro de 2012              | Sérvia        | 1     | Dinamarca          |
| Torneio Pré-Olímpico Asiático    | 23 de outubro – 2 de novembro de 2011 | Coreia do Sul | 1     | Coreia do Sul      |
| Torneio Pré-Olímpico Mundial I   | 6–8 de abril de 2012                  | Croácia       | 2     | Croácia · Islândia |
| Torneio Pré-Olímpico Mundial II  | 6–8 de abril de 2012                  | Espanha       | 2     | Espanha · Sérvia   |
| Torneio Pré-Olímpico Mundial III | 6–8 de abril de 2012                  | Suécia        | 2     | Suécia · Hungria   |
| Total                            |                                       |               | 12    |                    |

Feminino
| Torneio                           | Data                     | Sede               | Vagas | Classificados       |
| --------------------------------- | ------------------------ | ------------------ | ----- | ------------------- |
| País-sede                         | –                        | –                  | 1     | Grã-Bretanha        |
| Campeonato Mundial de 2011        | 2–18 de dezembro de 2011 | Brasil             | 1     | Noruega             |
| Campeonato Europeu de 2010        | 7–19 de dezembro de 2010 | Dinamarca/ Noruega | 1     | Suécia              |
| Jogos Pan-Americanos de 2011      | 15–30 de outubro de 2011 | México             | 1     | Brasil              |
| Copa das Nações Africanas de 2012 | 10–21 de janeiro de 2012 | Marrocos           | 1     | Angola              |
| Torneio Pré-Olímpico Asiático     | 13–21 de outubro de 2011 | China              | 1     | Coreia do Sul       |
| Torneio Pré-Olímpico Mundial I    | 25–27 de maio de 2012    | França             | 2     | Montenegro · França |
| Torneio Pré-Olímpico Mundial II   | 25–27 de maio de 2012    | Espanha            | 2     | Espanha · Croácia   |
| Torneio Pré-Olímpico Mundial III  | 25–27 de maio de 2012    | Dinamarca          | 2     | Rússia · Dinamarca  |
| Total                             |                          |                    | 12    |                     |

## Medalhistas
| Evento             | Ouro | Prata | Bronze |
| ------------------ | --- | --- | --- |
| Masculino detalhes | Jérôme Fernandez Didier Dinart Xavier Barachet Guillaume Gille Bertrand Gille Daniel Narcisse Guillaume Joli Samuel Honrubia Daouda Karaboué Nikola Karabatić Thierry Omeyer William Accambray Luc Abalo Cédric Sorhaindo Michaël Guigou FRA França                                     | Mattias Andersson Mattias Gustafsson Kim Andersson Jonas Källman Magnus Jernemyr Niclas Ekberg Dalibor Doder Jonas Larholm Tobias Karlsson Johan Jakobsson Johan Sjöstrand Fredrik Petersen Kim Ekdahl du Rietz Mattias Zachrisson Andreas Nilsson SWE Suécia | Venio Losert Ivano Balić Domagoj Duvnjak Blaženko Lacković Marko Kopljar Igor Vori Jakov Gojun Zlatko Horvat Drago Vuković Damir Bičanić Denis Buntić Mirko Alilović Manuel Štrlek Ivan Čupić Ivan Ninčević CRO Croácia                  |
| Feminino detalhes  | Kari Aalvik Grimsbø Ida Alstad Heidi Løke Tonje Nøstvold Karoline Dyhre Breivang Kristine Lunde-Borgersen Kari Mette Johansen Marit Malm Frafjord Linn Jørum Sulland Katrine Lunde Haraldsen Linn-Kristin Riegelhuth Koren Gøril Snorroeggen Amanda Kurtović Camilla Herrem NOR Noruega | Marina Vukčević Radmila Miljanić Jovanka Radičević Ana Đokić Marija Jovanović Ana Radović Anđela Bulatović Sonja Barjaktarović Maja Savić Bojana Popović Suzana Lazović Katarina Bulatović Majda Mehmedović Milena Knežević MNE Montenegro                    | Marta López Andrea Barnó Nely Carla Alberto Beatriz Fernández Verónica Cuadrado Marta Mangué Macarena Aguilar Silvia Navarro Jessica Alonso Elisabeth Pinedo Begoña Fernández Vanessa Amorós Patricia Elorza Mihaela Ciobanu ESP Espanha |

## Quadro de medalhas
| Ordem | País           | Medalha de ouro | Medalha de prata | Medalha de bronze |   | Ordem por total |
| ----- | -------------- | --------------- | ---------------- | ----------------- | - | --------------- |
| 1     | FRA França     | 1               |                  |                   | 1 | 1               |
|       | NOR Noruega    | 1               |                  |                   | 1 | 1               |
| 3     | MNE Montenegro |                 | 1                |                   | 1 | 1               |
|       | SWE Suécia     |                 | 1                |                   | 1 | 1               |
| 5     | CRO Croácia    |                 |                  | 1                 | 1 | 1               |
|       | ESP Espanha    |                 |                  | 1                 | 1 | 1               |
| TOTAL | TOTAL          | 2               | 2                | 2                 | 6 | —               |